# Nikola Matas
Nikola Matas (Signo, 22 giugno 1987) è un ex calciatore croato, di ruolo difensore.

## Statistiche

### Presenze e reti nei club
Statistiche aggiornate al 2 gennaio 2018.
| Stagione        | Squadra             | Campionato      | Campionato | Campionato | Coppe nazionali | Coppe nazionali | Coppe nazionali | Coppe continentali | Coppe continentali | Coppe continentali | Altre coppe | Altre coppe | Altre coppe | Totale | Totale |
| Stagione        | Squadra             | Comp            | Pres       | Reti       | Comp            | Pres            | Reti            | Comp               | Pres               | Reti               | Comp        | Pres        | Reti        | Pres   | Reti   |
| --------------- | ------------------- | --------------- | ---------- | ---------- | --------------- | --------------- | --------------- | ------------------ | ------------------ | ------------------ | ----------- | ----------- | ----------- | ------ | ------ |
| 2012-2013       | Junak Sinj          | 2. HNL          | 23         | 2          | -               | -               | -               | -                  | -                  | -                  | -           | -           | -           | 23     | 2      |
| 2013-gen. 2014  | Lokomotiva Zagabria | 1. HNL          | 7          | 0          | CC              | 0               | 0               | UEL                | 2                  | 0                  | -           | -           | -           | 9      | 0      |
| gen.-giu. 2014  | Osijek              | 1. HNL          | 16         | 0          | CC              | 2               | 0               | -                  | -                  | -                  | -           | -           | -           | 18     | 0      |
| 2014-2015       | Osijek              | 1. HNL          | 31         | 0          | CC              | 2               | 0               | -                  | -                  | -                  | -           | -           | -           | 33     | 0      |
| 2015-2016       | Osijek              | 1. HNL          | 26         | 0          | CC              | 3               | 0               | -                  | -                  | -                  | -           | -           | -           | 29     | 0      |
| 2016-2017       | Osijek              | 1. HNL          | 30         | 1          | CC              | 3               | 0               | -                  | -                  | -                  | -           | -           | -           | 33     | 1      |
| 2017-2018       | Osijek              | 1. HNL          | 5          | 0          | CC              | 1               | 0               | UEL                | 0                  | 0                  | -           | -           | -           | 6      | 0      |
| Totale Osijek   | Totale Osijek       | Totale Osijek   | 108        | 1          |                 | 10              | 0               |                    | 0                  | 0                  |             | -           | -           | 118    | 1      |
| Totale carriera | Totale carriera     | Totale carriera | 138        | 3          |                 | 10              | 0               |                    | 2                  | 0                  |             | -           | -           | 150    | 3      |

### Cronologia presenze e reti in Nazionale
| Cronologia completa delle presenze e delle reti in nazionale ― Croazia | Cronologia completa delle presenze e delle reti in nazionale ― Croazia | Cronologia completa delle presenze e delle reti in nazionale ― Croazia | Cronologia completa delle presenze e delle reti in nazionale ― Croazia | Cronologia completa delle presenze e delle reti in nazionale ― Croazia | Cronologia completa delle presenze e delle reti in nazionale ― Croazia | Cronologia completa delle presenze e delle reti in nazionale ― Croazia | Cronologia completa delle presenze e delle reti in nazionale ― Croazia |
| Data                                                                   | Città                                                                  | In casa                                                                | Risultato                                                              | Ospiti                                                                 | Competizione                                                           | Reti                                                                   | Note                                                                   |
| ---------------------------------------------------------------------- | ---------------------------------------------------------------------- | ---------------------------------------------------------------------- | ---------------------------------------------------------------------- | ---------------------------------------------------------------------- | ---------------------------------------------------------------------- | ---------------------------------------------------------------------- | ---------------------------------------------------------------------- |
| 11-1-2017                                                              | Nanning                                                                | Cile                                                                   | 1 – 1                                                                  | Croazia                                                                | Amichevole                                                             | -                                                                      |                                                                        |
| 15-1-2017                                                              | Nanning                                                                | Cina                                                                   | 1 – 1                                                                  | Croazia                                                                | Amichevole                                                             | -                                                                      | 80’                                                                    |
| Totale                                                                 |                                                                        | Presenze                                                               | 2                                                                      |                                                                        | Reti                                                                   | 0                                                                      |                                                                        |